# 89 Pułk Piechoty im. Księżnej Wiktorii
89 pułk piechoty im. Księżnej Wiktorii (ang. 89th Regiment of Foot (Princess Victoria's)) – pułk piechoty brytyjskiej sformowany 3 grudnia 1793.

## Historia pułku
Jego żołnierze walczyli w Irlandii w 1798 pod dowództwem Lorda Andrew Thomasa Blayneya.
Następnie wzięli udział w wojnach napoleońskich na Półwyspie Iberyjskim, m.in. w bitwie pod Fuengirolą w październiku 1810, gdzie Blayney dostał się do niewoli polskich żołnierzy 4 pułku piechoty Księstwa Warszawskiego pod dowództwem kpt. Franciszka Młokosiewicza.
Pułk przestał istnieć 1 lipca 1881.